# Pepo

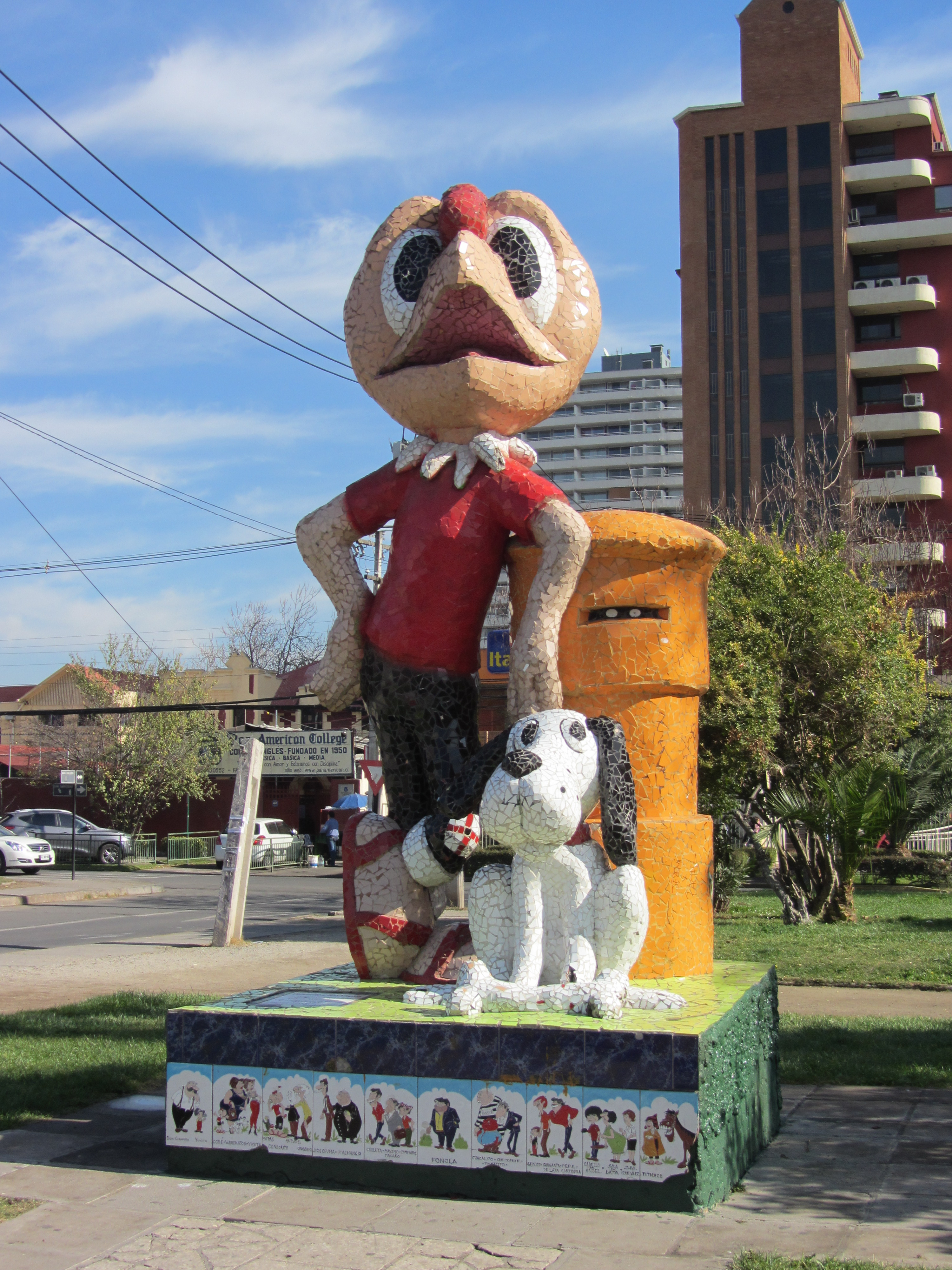
Condorito

René Rodolfo Ríos Boettiger, conocido como Pepo (Concepción, 15 de diciembre de 1911-Santiago, 14 de julio de 2000) fue un historietista chileno, creador del personaje Condorito.

## Biografía
Fue el hijo mayor del matrimonio de Amanda Boettiger Krause y el médico René Ríos Guzmán.
René Ríos Boettiger sintió desde niño una vocación para el dibujo, y le daba esta recomendación a los niños: "para el dibujo se necesita una cultura general amplia, hay que tener conocimientos de historia, psicología, arquitectura. No basta saber inventar diálogos...".
Publicó su primera caricatura a los 7 años en el diario El Sur de Concepción. Animado por su padre, siguió con sus dibujos hasta realizar su primera exposición, a los 10 años, en la confitería Palet de su ciudad.
Estudió en el Colegio Alemán de Concepción   y en el Liceo de Hombres de Concepción, e ingresó a la Universidad de Concepción para estudiar medicina, pero luego de dos años se retiró de la carrera, ya que sentía una vocación hacia el dibujo.

### Caricaturas políticas

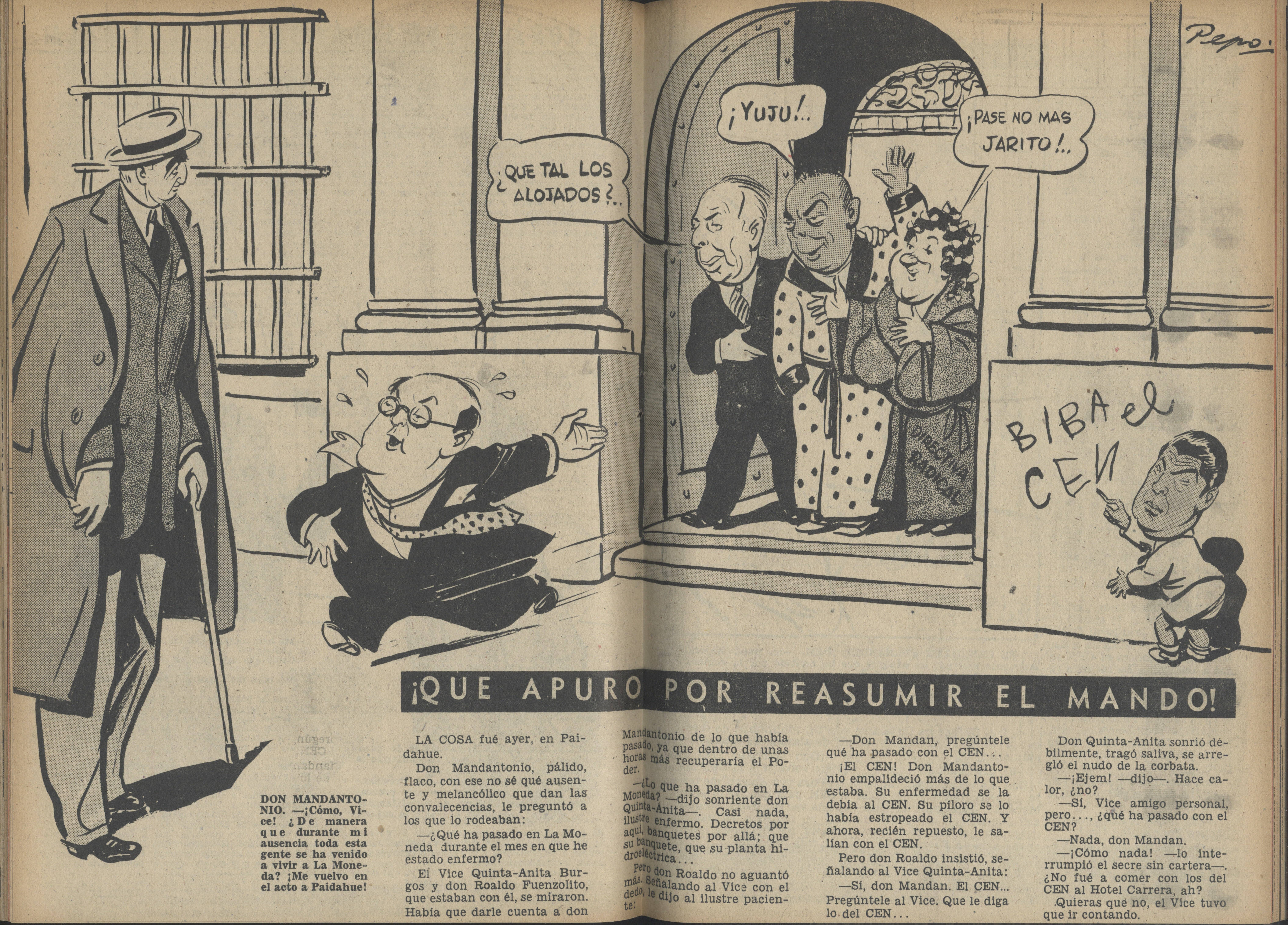
Caricatura de Pepo del Presidente Juan Antonio Ríos, publicada en la revista Topaze (1945).

En 1932 se trasladó a Santiago, donde estudió en la Escuela de Bellas Artes. Ese año se integró como dibujante en la revista satírica Topaze, donde comenzó a destacarse como un hábil y agudo caricaturista de la realidad política.
En 1935 adoptó el seudónimo de Pepo pues en su niñez era tan gordo que parecía una pipa: "Un pipón. Y me decían Pipón". Comenzó a trabajar para la revista de la tira cómica El Jefe, con no más de cuatro viñetas, donde representaba a su propio tío, el presidente Juan Antonio Ríos, la que fue calificada como la primera tira cómica política chilena. Luego hizo la tira cómica de Don Gabito, que representaba al presidente Gabriel González Videla. Además, caricaturizó como Don Pedrito al presidente Pedro Aguirre Cerda y también caricaturizó a Carlos Ibáñez del Campo como "Don Sonámbulo".
En 1946 creó y dirigió la historieta picaresca Pobre Diablo donde se crearon personajes como Don Rodrigo y Viborita. Colaboró en otras muchas revistas (Can Can, Ganso, El Peneca, El Pingüino, El Saquero, Pichanga, Pobre Diablo, etcétera) e hizo también varios trabajos publicitarios.

### NaceCondorito
El 6 de agosto de 1949 creó a "Condorito", su personaje más conocido. En la película Saludos amigos de Walt Disney, destinada a ganarse al público latinoamericano, aparecía un personaje que representaba a Chile, "Avión Pedrito", que no gustó nada a Ríos. Considerando que el cóndor resultaba el símbolo más adecuado del país andino, creó como respuesta a Disney el personaje de Condorito. Su primera historieta de Condorito fue publicaba en la edición número 1 de la revista Okey, propiedad de la Editorial Zig-Zag, el 6 de agosto de 1949. En él se representaba a Condorito como un personaje rural que llegaba a la ciudad, en el contexto donde la migración rural en el país aumentaba; era astuto, ingenioso y pícaro.
Asiduo visitante del balneario chileno de El Quisco, fue en ese lugar donde se erigió una estatua de Condorito, en el mismo sitio donde acostumbraba dibujar mientras observaba el mar. [cita requerida] En 1999 Condorito cumplió 50 años. Su personaje traspasó las fronteras llegando a 13 países, incluyendo Estados Unidos.  
En 2010, Condorito fue relanzado con gran éxito en las ediciones bajo el auspicio de Copec, recopilando los mejores chistes desde los años 1940 hasta ese momento y que galardonan los afiches del Metro de Santiago Chile, instancia que se repitió el año 2017 con una nueva colección de Copec.
En febrero de 2019, la Editorial Televisa, distribuidora que editaba las revistas desde 1994, cierra y la revista deja de editarse quincenalmente, como venía haciéndose desde 1989, pasando los derechos de publicación a Origo Ediciones. Ese mismo año, se realiza una nueva campaña conjunta con Metro de Santiago, que finalizó debido a las protestas del estallido social.

### Muerte
Sus últimos años los dedicó a supervisar y corregir el material que debía visar para las editoriales que producían su obra.
Falleció de cáncer estomacal el 14 de julio de 2000, a los 88 años de edad, junto a su familia. Sus cenizas fueron dejadas en el mar frente a su casa de El Quisco.

## Distinciones
- Círculo de Periodistas 1952[cita requerida]
- Hijo Ilustre de Concepción (2023, de manera póstuma)[11]